# Heike Baranowsky
Heike Baranowsky (* 1966 in Augsburg) ist eine deutsche Fotografin, Videokünstlerin und Professorin für Freie Kunst.

## Leben und Werk
Baranowsky studierte ab 1986 an der Akademie der Bildenden Künste München bei Helmut Sturm, ab 1991 an der Hochschule für Bildende Künste Hamburg, sowie ab 1993 an der Hochschule der Künste Berlin bei Katharina Sieverding. Von 1997 bis 1999 besuchte sie das Royal College of Art in London und schloss dort mit einem Master of Fine Arts (M.F.A.) ab.
2005 wurde sie Professorin für Fotografie an der Kunst- und Designhochschule Bergen, Norwegen, bis 2008. 2008 wurde sie als Professorin für Freie Kunst an die Akademie der Bildenden Künste Nürnberg berufen. Im Jahr 2009 erhielt sie das Stipendium für einen Gastaufenthalt in der Villa Aurora, Los Angeles, 2012 ein Residenzstipendium für das Studio Voltaire in London durch den Berliner Senat und 2020/21 war sie Trägerin des Rompreises der Deutschen Akademie Rom Villa Massimo.
Sie lebt und arbeitet in Berlin.

## Ausstellungen/Videoinstallationen (Auswahl)
- 1997: AUTO SCOPE, Frankfurter Kunstverein, Frankfurt am Main
- 1998: Berlin/Berlin, Berlin Biennale
- 1998: ars viva 97/98, Städtisches Museum Abteiberg, Mönchengladbach, (auch: Hamburger Bahnhof – Museum für Gegenwart, Berlin, Kunsthalle zu Kiel)
- 2000: Video Works by Heike Baranowsky, Singapore Art Museum
- 2001: Heike Baranowsky, Kunst-Werke, Berlin; Heike Baranowsky, Museo Paco das Artes, Sao Paulo
- 2005: Blaue Nacht, Kunsthalle Nürnberg
- 2006: 40 Jahre Video. Digitales Erbe: Videokunst in Deutschland von 1963 bis heute, K21, Düsseldorf (auch: ZKM, Karlsruhe, Kunsthalle Bremen, Lenbachhaus München, Museum der bildenden Künste Leipzig)
- 2010: Mondfahrt, Julia Stoschek Collection, Deichtorhallen, Hamburg
- 2011: Mondfahrt 2001, Seoul Square Medienfassade, Gana Art, Seoul
- 2013: Heike Baranowsky, Lentos Kunstmuseum Linz, Linz
- 2013: Heike Baranowsky. Time Traps., Kunsthalle Nürnberg